# Juan Antonio Pizzi
Pour les articles homonymes, voir Pizzi.
Juan Antonio Pizzi est un footballeur hispano-argentin né le 7 juin 1968 à Santa Fe (Argentine). Il a joué au poste d'attaquant avec des clubs comme le FC Barcelone, River Plate et le CD Tenerife, club avec lequel il est le meilleur buteur du championnat d'Espagne en 1996. Avec l'équipe d'Espagne, Pizzi a disputé l'Euro 1996 et la Coupe du monde de 1998. Il s'est reconverti en entraîneur.

## Biographie

### Carrière en équipe nationale
Juan Antonio Pizzi débute en équipe nationale le 30 novembre 1994 contre la Finlande.

### Carrière d'entraîneur
Le 27 décembre 2013, il est nommé entraîneur de Valence en remplacement du Serbe Miroslav Đukić.
Alors entraîneur de l'Arabie saoudite, Juan Antonio Pizzi officialise la fin de sa mission le 21 janvier 2019, à la suite de l'élimination de son équipe par le Japon (0-1) en huitièmes de finale de la Coupe d'Asie des nations.

## Palmarès de joueur

### En club
- Vainqueur de la Coupe des Coupes en 1997 avec le FC Barcelone .
- Vainqueur du Championnat d'Espagne de football en 1998 avec le FC Barcelone .

### Distinctions individuelles
- Meilleur buteur du championnat d'Espagne : 1996.

## Palmarès d'entraîneur
- Champion du Chili en 2010 avec l'Universidad Católica .
- Champion d'Argentine en 2013 (Tournoi Inicial) avec San Lorenzo .
- Vainqueur de la Copa América en 2016 avec le Chili .
- Finaliste de la Coupe des confédérations en 2017 avec le Chili .